# Yelo
Yelo ist ein kleines Bergdorf und Hauptort einer Gemeinde mit nur 37 Einwohnern (Stand: 2024) im Süden der spanischen Provinz Soria in der Autonomen Gemeinschaft Kastilien-León. Der Ort gehört zum Bistum von Burgo de Osma.

## Lage
Yelo liegt am Río Bordecorex in der kargen Berglandschaft im Süden der Provinz Soria in einer Höhe von ca. 1125 m ü. d. M. Die Entfernung zur nächstgelegenen Stadt, Medinaceli, beträgt knapp 12 km (Fahrtstrecke) in südöstlicher Richtung; die Provinzhauptstadt Soria liegt gut 75 km nördlich. Das Klima im Winter ist kühl, im Sommer dagegen durchaus warm; die geringen Niederschläge (ca. 520 mm/Jahr) fallen – mit Ausnahme der eher regenarmen Sommermonate – verteilt übers ganze Jahr.

## Bevölkerungsentwicklung
| Jahr      | 1900 | 1950 | 2000 | 2016 |
| Einwohner | 436  | 374  | 63   | 44   |

Der deutliche Bevölkerungsrückgang seit den 1950er Jahren ist im Wesentlichen auf die Mechanisierung der Landwirtschaft und den damit einhergehenden Verlust an Arbeitsplätzen zurückzuführen.

## Wirtschaft
Auf den kargen Böden der kalten Hochflächen der Provinz Soria war – mit Ausnahme von Gerste – kaum Getreideanbau möglich. Die Bevölkerung von Yelo lebte jahrhundertelang hauptsächlich von der Zucht von Schafen und Ziegen, aus deren Milch Käse hergestellt wurde, der sich auf dem Markt in Medinaceli verkaufen oder gegen Mehl, Gemüse etc. eintauschen ließ. Die Wolle der Schafe wurde versponnen und im Winter zu Stoffbahnen verwoben, aus denen einfache Kleidung hergestellt wurde. Ziegenhaare eigneten sich nur zur Herstellung von wetterfesten Überwürfen (ponchos) oder von Säcken, Seilen etc.

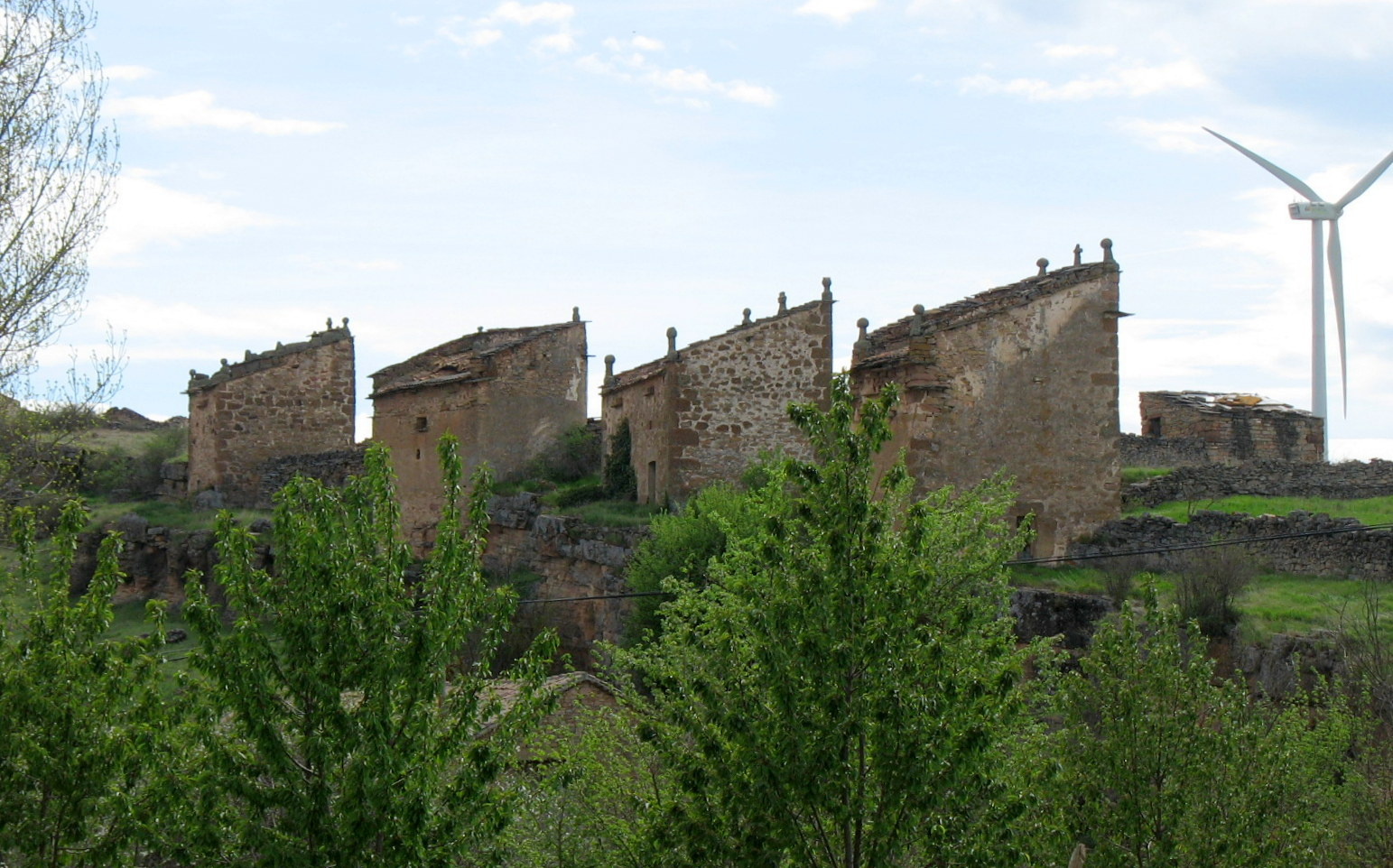
Taubenhäuser (palomares)

## Sehenswürdigkeiten
- Nahezu alle Häuser des Ortes sind aus Feldsteinen gemauert und weitgehend unverputzt.
- Die ebenfalls aus Feldsteinen (Granit etc.) errichtete Kirche des Ortes (Iglesia de la Inmaculada Concepción) ist ein einschiffiger, im Kern romanischer Bau mit einem Eingang auf der Südseite. Im Innern befindet sich ein barockes Altarretabel.
- Hauptattraktion des Ortes sind jedoch seine fünf in Reihe stehenden Taubenhäuser (palomares), die früher ganz wesentlich zur Versorgung der ortsansässigen Bevölkerung mit Geflügelfleisch beitrugen.
- Eine steinerne Stele befindet sich auf einem kreisrunden und mehrfach abgetreppten Sockel in der Ortsmitte.